# Exocentrus variabilis
Exocentrus variabilis är en skalbaggsart som beskrevs av Holzschuh 2007. Exocentrus variabilis ingår i släktet Exocentrus och familjen långhorningar.
Artens utbredningsområde är:
- Laos.
- Myanmar.

Inga underarter finns listade i Catalogue of Life.